# Чаадаєво (Калінінградська область)
Чаада́єво (рос. Чаадаево) — селище Правдинського району, Калінінградської області Росії. Входить до складу Желєзнодорожного міського поселення.
Населення —  5 осіб (2015 рік). 

## Населення
| 2002 | 2010 |
| ---- | ---- |
| 14   | ↘5   |